# 名村元武
名村 元武（なむら もとたけ）は江戸時代後期の阿蘭陀通詞。長崎通詞名村氏別家6代目。『ドゥーフ・ハルマ』編纂者の1人。ロシア帝国使節ニコライ・レザノフの通訳を務め、オランダ商館医フィリップ・フランツ・フォン・シーボルトとも関わった。

## 経歴
天明3年（1783年）稽古通詞名村三郎助元孝の子として生まれた。寛政3年（1791年）3月父の退職に伴い稽古通詞となった。文化元年（1804年）ロシア帝国使節ニコライ・レザノフが来航した際通訳を務めた。文化2年（1805年）9月小通詞末席。文化6年（1809年）10月ロシア語・英語の学習を命じられた。
文政2年（1819年）4月小通詞並。文政6年（1823年）フィリップ・フランツ・フォン・シーボルトが来日して教えを請う人々が集まると、他の通詞等とオランダ語を講義した。文政12年（1829年）から天保3年（1832年）まで江戸天文台に勤務した。
天保7年（1836年）10月小通詞助、天保8年（1837年）11月小通詞。天保12年（1841年）参府休年出府通詞を務め、同年9月25日59歳で病没した。戒名は眉山良月居士。

## 
- 『ドゥーフ・ハルマ』
- 『阿蘭陀船乗組人数名歳并諸荷物書留』 - 天保4年（1833年）来港したプリンセス・マリアンヌ号の乗船人名簿の翻訳[1]。

## 家族
- 祖父：名村八郎助 - 明和5年（1768年）稽古通詞。安永8年（1779年）退職、某年10月18日病没[1]。
- 父：名村三郎助元孝 - 宝暦6年（1756年）生。安永8年（1779年）稽古通詞、寛政元年（1789年）小通詞末席。寛政3年（1791年）退職、文化元年（1804年）8月4日病没[1]。
- 母：モト - 楢林栄左衛門高美妹。天保7年（1836年）1月18日没[1]。
  - 嫡女：政（満佐） - 天保11年（1840年）4月19日没[1]。
  - 養子：名村元義 - 大通詞[1]。